# Ліпопротеїни

Ліпопротеїни. Структура

Ліпопротеї́ни (застаріла назва — ліпопротеїди) — клас складних білків, простетична група яких представлена яким-небудь ліпідом. Так, у складі ліпопротеїнів можуть бути жирні кислоти, нейтральні жири, фосфоліпіди, холестериди. Ліпопротеїди відіграють важливу біологічну роль. Зазвичай вони є структурними елементами біологічних мембран та транспортними білками, що транспортують холестерин та інші стероїди, фосфоліпіди та інші сполуки.